# Carol Schuurman

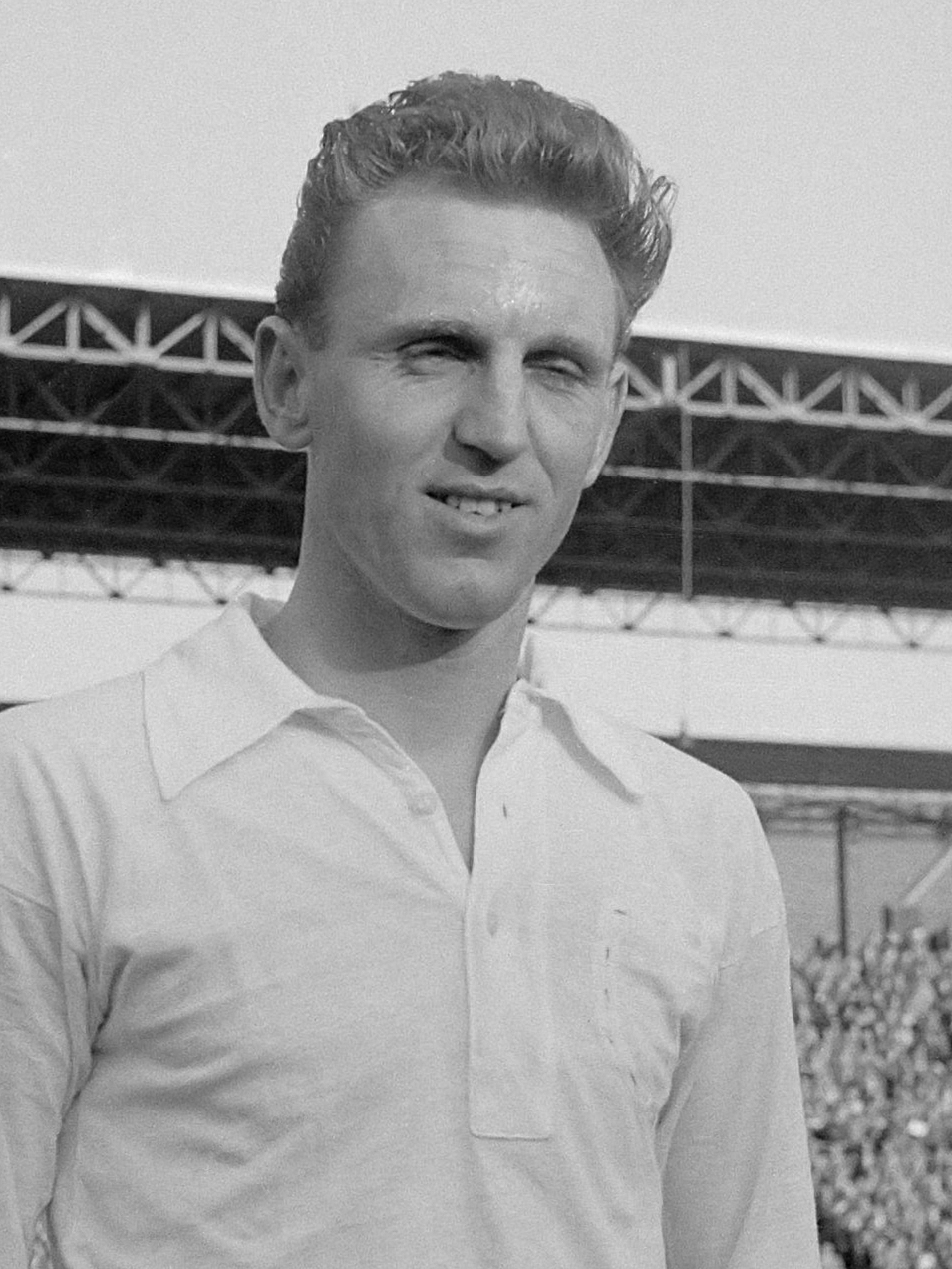
Carol Schuurman (1957).

Carol Schuurman (* 17. August 1934 in Den Haag, Niederlande; † 3. April 2009, ebenda) war ein niederländischer Fußballspieler. Er war in der Eredivisie für ADO Den Haag aktiv und machte vier Spiele in der Nationalmannschaft.

## Vereinskarriere
Schuurman kam als 18-Jähriger vom Haager Fußballverein Cromvliet zu ADO. Hier spielte er im Sturm, „am liebsten als Mittelstürmer“. Gemeinsam mit Theo Timmermans, Mick Clavan und Lex Rijnvis stand er in der ADO-Mannschaft, die 1957 unter Trainer Rinus Loof als Meister der Eerste Divisie in die Ehrendivision aufstieg. Schuurman trug zum Aufstieg mit 29 Toren bei. Zwei Jahre später erreichte er mit ADO ebenso das Pokalfinale wie 1963, beide Spiele gingen jedoch verloren. 
Nach insgesamt 166 Eredivisiespielen mit 106 Toren für ADO wurde er 1963 vom neuen Trainer Ernst Happel aussortiert. Schuurman wechselte in die Eerste Divisie zum DHC aus Delft. Zwei Jahre später ging er zum Racing Club Heemstede, wo er seine letzte Saison als Profi spielte. Anschließend war er noch bis Mitte der 1970er Jahre beim Amateurklub RVC aus Rijswijk aktiv, mit dem er 1971 Zweiter in der Sonntagsmeisterschaft der Amateure wurde.

## Nationalmannschaft
Schuurman hatte bereits mehrmals in der B-Auswahl des KNVB gespielt, als er mit der A-Elf im November 1957 erstmals in einem inoffiziellen Freundschaftsspiel gegen eine Londoner Auswahl antrat. Sein erstes „echtes“ Länderspiel machte er am 4. Mai 1958 unter Bondscoach Elek Schwartz. Die Partie vor 60.000 Zuschauern im Amsterdamer Olympiastadion gegen die Türkei ging mit 1:2 verloren; das Tor der Niederländer erzielte nicht Schuurman, sondern Faas Wilkes per Elfmeter. Fast drei Jahre musste Schuurman auf seinen nächsten Einsatz in Rotterdam gegen Belgien am 22. März 1961 warten. Nach einem weiteren Freundschaftsspiel gegen Mexiko folgte für ihn am 14. Mai 1961 ein WM-Qualifikationsspiel gegen die DDR-Auswahl. Das 1:1-Unentschieden im Leipziger Zentralstadion war Schuurmans letztes Spiel in Oranje, und auch in diesem konnte er keinen Treffer erzielen.